# Cambilos
Cambilos (Kambilos, Καμεῦλος, Cambylus) fou comandant dels cretencs al servei d'Antíoc III el Gran el 214 aC. Li fou encomanada la defensa de l'acròpoli de Sardes en la guerra contra el general Aqueu, fill d'Andròmac i va participar en un pla que tenia com a finalitat entregar Aqueu a Antíoc, pel qual es va subornar a Bolis, un agent de Sosibi (que era ministre dels Ptolemeus), el qual havia rebut diner per ajudar a Aqueu a escapar, però que a canvi de l'indicat suborn l'entregaria a Antíoc. Bolis va complir la part del tracte i va entregar a Aqueu a Cambilos que el va entregar a Antíoc.